# 角田正喬

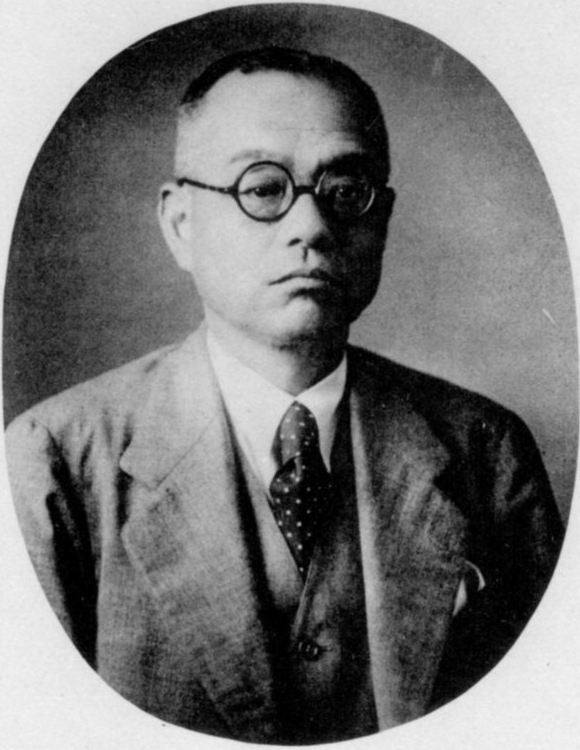
肖像写真

角田 正喬（つのだ まさたか、1877年〈明治10年〉10月18日 - 没年不詳）は、大正から昭和戦前期にかけての日本の実業家である。主として電気事業に関与し、名古屋電灯やその後身東邦電力で常務を務めた。群馬県出身。

## 経歴

### 電力界に入る
角田正喬は、1877年（明治10年）10月18日、角田徳太郎の長男として生まれた。出生地は群馬県利根郡沼須村（のちの利南村、現・沼田市）。上京して慶應義塾大学部に学び、1903年（明治36年）5月理財科を卒業した。卒業後はまず横浜の石川商会に入るが、翌1904年（明治37年）8月、大阪の商社日本綿花へと転じる。1905年（明治38年）8月からは同社上海支店勤務となった。
1910年（明治43年）に日本綿花を退職し帰国。以後、福澤桃介の経営する電気事業に関わった。福澤は慶應義塾創設者福澤諭吉の女婿にあたる人物で、角田から見ると慶應義塾の先輩でもある。角田はまず佐賀の電力会社九州電気に支配人代理として入社した。同社は1910年9月に発足した資本金270万円の会社で、経営陣は社長中野致明、専務伊丹弥太郎、取締役福澤桃介・松永安左エ門、取締役兼支配人田中徳次郎といった顔ぶれであった。1912年（明治45年）6月、福岡の電力会社博多電灯軌道と九州電気が合併し、九州電灯鉄道が発足する。同社では角田は支配人に昇格している。以後九州電灯鉄道は周辺事業者を次々と合併し北部九州の中核事業者に発展していくが、角田の支配人在任は短く翌1913年（大正2年）2月に辞任した。
1913年2月、角田は名古屋の電力会社名古屋電灯に転じ同社支配人に就任した。同社は1909年から福澤が株式買収に取り掛かり、筆頭株主となっていた会社である。1913年1月に福澤が常務（のち社長）となって会社の実権を握っており、福澤の推薦で角田が九州から転じて支配人に就任、社業改革にあたることになった。

### 名古屋電灯常務となる

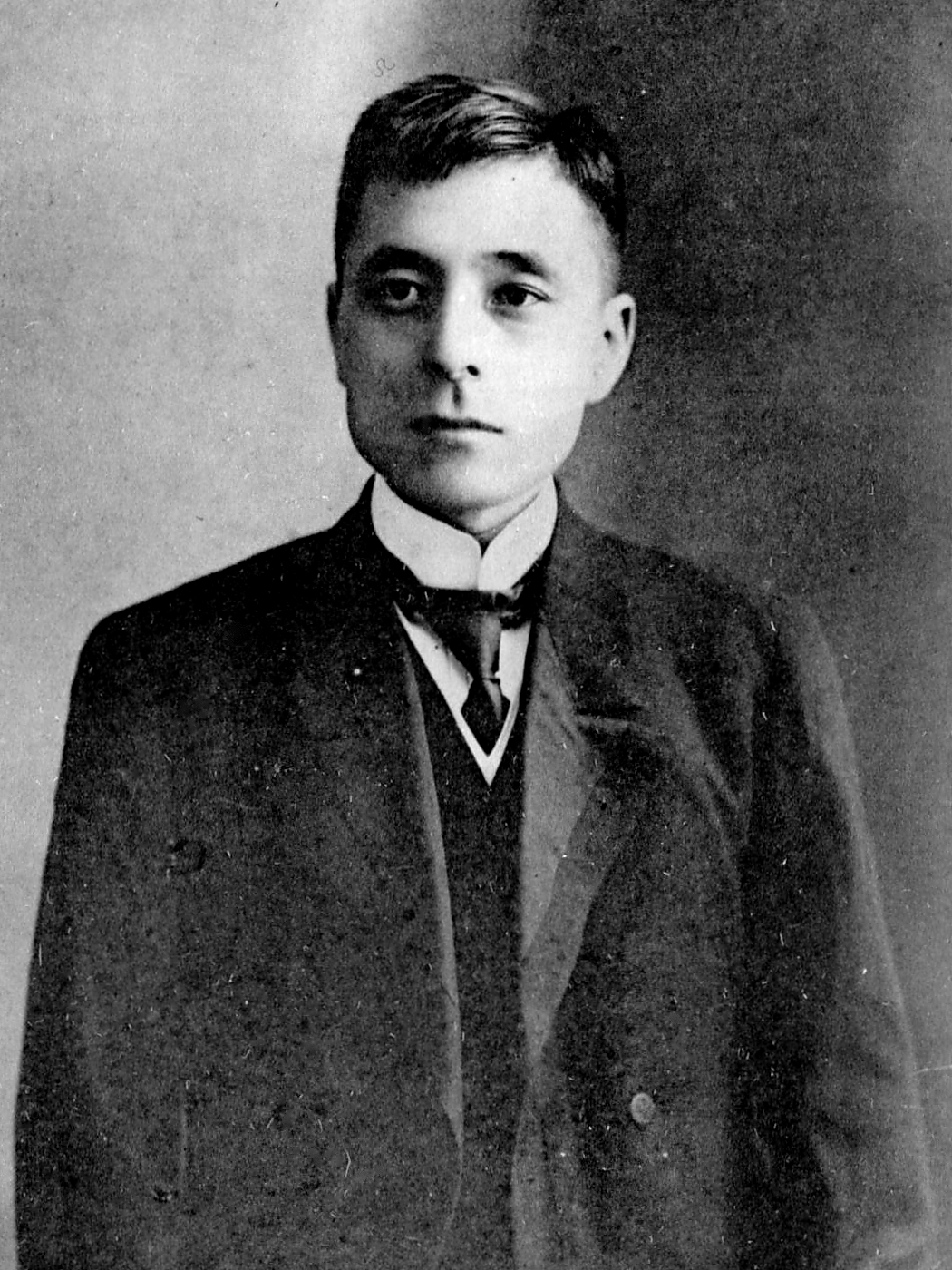
名古屋電灯社長福澤桃介

1916年（大正5年）8月、名古屋電灯がフェロアロイ・特殊鋼製造のため子会社電気製鋼所（大同特殊鋼の前身）を設立した際、角田も取締役の一人に選ばれた。翌1917年（大正6年）12月、名古屋電灯本体でも取締役に選出される。同社では1919年（大正8年）3月より支配人兼任を解かれるが、同年10月神谷卓男（元名古屋市助役）とともに常務取締役に昇った。
1918年（大正7年）9月、名古屋電灯の新たな子会社として木曽川開発を目指す木曽電気製鉄（後の木曽電気興業）が設立される。角田は同社でも増田次郎・三根正亮とともに常務取締役を務めた。翌1919年11月、木曽電気興業は京阪電気鉄道と提携して関西地方への送電を目的に大阪送電という新会社を立ち上げたが、角田はこの時点では同社に関係していない。他方、1919年9月に電源開発用セメントを自給すべく名古屋セメントが設立された際にはその取締役を兼ねた。
1920年（大正9年）2月、鈴政式織機株式会社（後の遠州織機、現・エンシュウ）の設立に際し取締役に就任した。同社は日本綿花の喜多又蔵を社長として静岡県浜松市に設立された織機メーカーである。また同年7月稲沢電灯の取締役にも就いた。こちらは名古屋電灯が新たに傘下に収めた愛知県稲沢の電力会社である。
1920年代に入ると名古屋電灯とその周辺では会社の再編が進行した。まず1921年（大正10年）2月、大阪送電と木曽電気興業・日本水力の合併で大同電力（社長福澤桃介）が発足する。その発足に先立って1920年11月に実施された役員改選で角田は大同電力の取締役にも選ばれた。次いで1921年10月、名古屋電灯が奈良県の電力会社関西水力電気に合併された。ただし実質的には名古屋電灯による関西水力電気の合併であり、関西水力電気改め関西電気の経営陣は名古屋電灯から社長福澤桃介・副社長下出民義や常務の角田・神谷らがそのまま入っている。

### 東邦電力常務就任

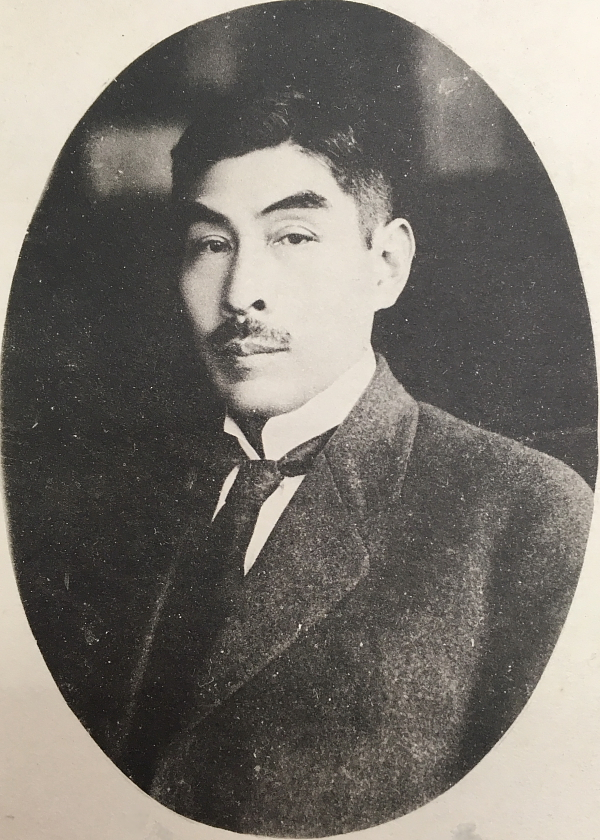
東邦電力社長松永安左エ門

関西電気発足後の1921年11月、角田は同社役員として欧米各国へ電気事業の視察へ出発し、翌1922年（大正11年）5月に帰国した。この間の1921年12月、関西電気では社長福澤・副社長下出らが辞任、九州電灯鉄道から伊丹弥太郎が社長、松永安左エ門が副社長として入る。さらには九州電灯鉄道との合併も成立し、1922年6月、資本金1億円超の電力会社・東邦電力が発足をみた。帰国した角田は東邦電力発足後も引き続き常務取締役に在任し、1922年7月1日より電気事業の調査研究にあたる社内組織「調査部」の部長に就いた。
1922年8月、セメント業界でも再編があり名古屋セメントは福岡県門司市（現・北九州市）の豊国セメントへと合併された。同時に佐賀セメントも合併したことで豊国セメントは名古屋・佐賀・門司の3工場を擁するセメントメーカーへと発展する。角田は豊国セメントにおいても引き続き取締役の一員であった。
東邦電力関連では、同社が東京進出を目指し傘下に収めた早川電力にて1924年（大正13年）3月より取締役となり、同年6月からは常務を務めた。翌1925年（大正14年）3月、早川電力と群馬電力が合併し新発足した東京電力では取締役に選ばれた（常務には就任せず）。東京電力は東京周辺にて東京電灯と激しい「電力戦」を展開したのち、1928年（昭和3年）4月同社へ合併された。また1925年3月、静岡市に大井川鉄道が設立されるとその取締役も兼ねた。大井川鉄道は大井川開発のための資材輸送鉄道を敷くべく設立された東京電力傘下の鉄道会社である。
1927年（昭和2年）5月、東邦電力本体では職制変更に伴い常務兼庶務部長へ異動となった。しかし2年半後の1929年（昭和4年）11月28日付で常務取締役を辞任し、同日の株主総会にて監査役に選ばれた。この異動では同時に専務田中徳次郎と常務福澤駒吉も平取締役に退いており、表向きは業務緊縮に伴う常任重役の整理を目的としていたが、前年社長となっていた松永安左エ門が自身の腹心で重役を固めようと動いた結果とされる。東邦電力以外でも、1928年11月に木曽川電力（旧・電気製鋼所）取締役を、1929年12月に大同電力取締役を、1931年（昭和6年）5月に豊国セメント取締役をそれぞれ退いた。また1932年（昭和7年）6月には稲沢電灯で取締役から監査役へと転じたが、1934年（昭和9年）6月の改選で再選されなかった。

### 晩年の事業
東邦電力監査役在任中の1934年、満洲国・哈爾賓（ハルビン）におけるセメント工場建設計画に参加し、哈爾賓セメントの創立委員長に挙げられた。同年8月、日本法人哈爾賓セメント株式会社が発足するとその代表取締役に就任する。その後哈爾賓セメント代表は1936年（昭和11年）8月まで務めた。
1936年11月14日付で東邦電力監査役を辞任した。翌1937年（昭和12年）1月からは東邦電力も出資する電力会社九州送電の監査役を務め、1942年（昭和17年）1月の会社解散まで在職した。
1943年版の『人事興信録』では遠州機械（遠州織機から改称）と大井川鉄道の取締役に在職中とある。太平洋戦争後の1946年（昭和21年）7月に大井川鉄道取締役から退任。さらに1954年（昭和29年）3月、遠州織機の取締役も退任した。以後の経歴は不明。

## 主な役職
- 東邦電力関連
  - 九州電灯鉄道支配人 ： 1912年6月 - 1913年2月
  - 名古屋電灯支配人 ： 1913年2月 - 1919年3月
  - 名古屋電灯取締役 ： 1917年12月 - 1921年10月（1919年10月からは常務）
  - 関西電気常務取締役 ： 1921年10月 - 1922年6月
  - 東邦電力常務取締役 ： 1922年6月 - 1929年11月
- 大同電力関連
  - 木曽電気興業常務取締役 ： 1918年9月 - 1921年2月
  - 大同電力取締役 ： 1920年11月 - 1929年12月
- 哈爾賓セメント代表取締役 ： 1934年8月 - 1936年8月